# Vallée du Marecchia
 (avril 2021).
Si vous disposez d'ouvrages ou d'articles de référence ou si vous connaissez des sites web de qualité traitant du thème abordé ici, merci de compléter l'article en donnant les références utiles à sa vérifiabilité et en les liant à la section « Notes et références ».

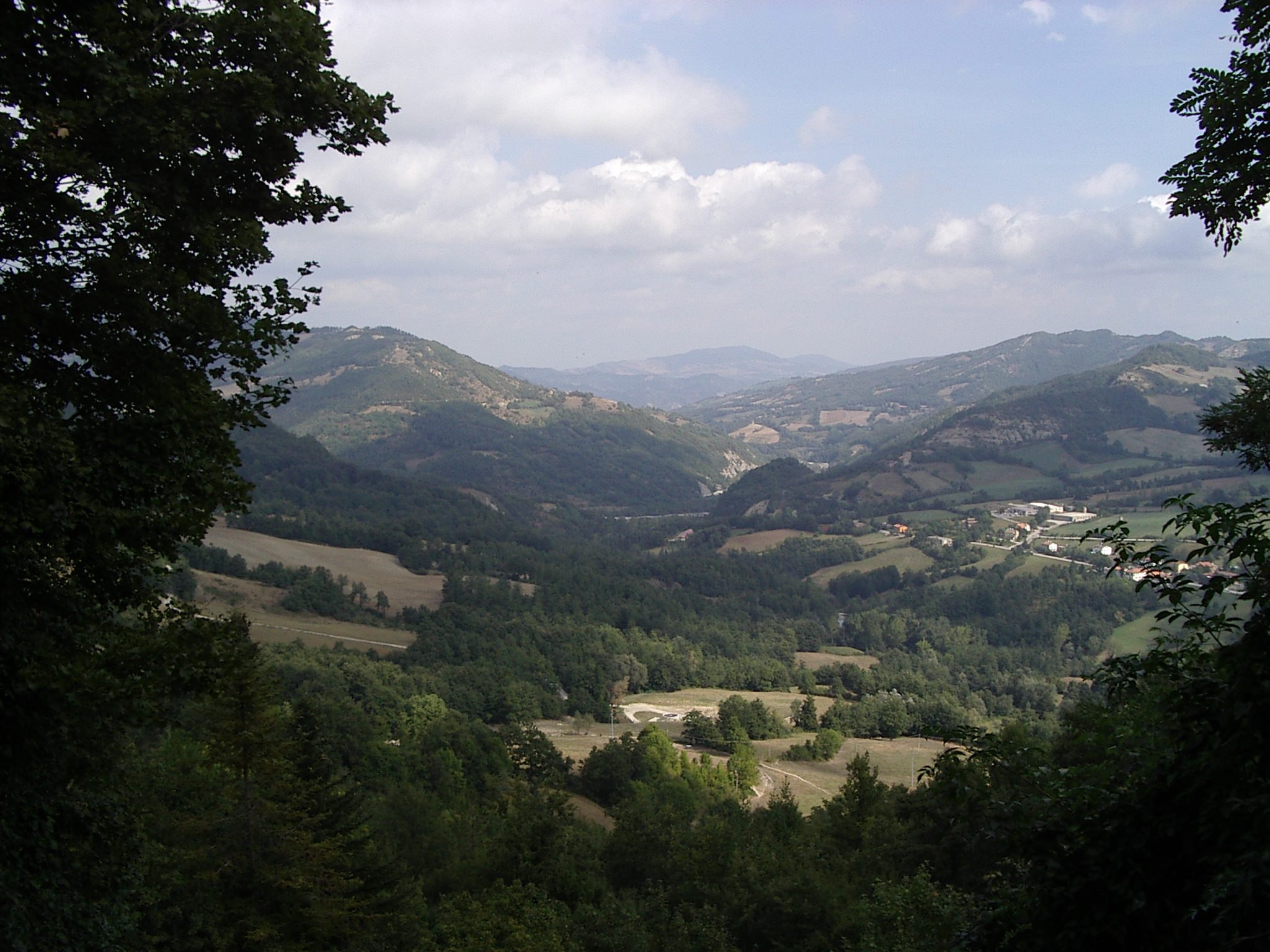
Haute Vallée du Marecchia

La vallée du Marecchia, ou Valmarecchia est une vallée en Italie. Elle prend le nom du fleuve Marecchia qui court le long de son tracé.
On peut la parcourir par la route SS258 (la Marecchiese en italien) qui traverse trois régions : depuis les « Alpes de la Lune » en Toscane, les Marches et l’Émilie-Romagne et se termine à Rimini. Le long du parcours on trouve diverses localités dont les plus grandes et riches en histoire sont Badia Tedalda, Novafeltria, Sant'Agata Feltria, San Leo, Torriana, Verucchio, Santarcangelo di Romagna et Rimini, outre des villes ou hameaux avec des noms typiquement liés aux lieux qui se succèdent le long du fleuve : Ponte Presale, Ponte Messa, Pennabilli, Moulino di Bascio, San Martino. La vallée du Marecchia façonne une partie du Montefeltro.
Le Valmarecchia est riche de lieux d’intérêts historiques et archéologiques. Ceux-ci comptent les tours de vigie d'époque romaine qui se dressaient à distance visuelle, dont certaines sont encore présentes sur les hauteurs. Non loin de la source du Marecchia, à une dizaine de kilomètres, se trouve le mont Fumaiolo (1 407 m), où naît le Tibre.

## Géographie
Le Valmarecchia est plus diversifié que les vallées placées plus au nord.

Dans la portion comprise entre les fleuves Santerno et Savio, les vallées sont disposées perpendiculairement par rapport à la dorsale des Apennins en formant une structure homogène en dents de scie, caractérisée par d'étroites dorsales qui descendent graduellement vers la mer Adriatique. Dans la zone de Montefeltro, les vallées sont caractérisées par des escarpements ou des éboulis espacés par des éperons rocheux fortement modelés par les agents atmosphériques. Les formations marneuses laissent ici la place à des argiles écailleuses dont il émerge des rochers hauts et découpés, formés principalement de grès et d'argiles. Cette conformation géologique unie à la sanglante histoire médiévale qui a caractérisé ce territoire font que les principaux foyers habités se sont développés sur les éperons rocheux qui surplombent le fond de la vallée (à l'exception de la moderne Novafeltria qui se trouve dans la vallée). Pour visiter ces endroits perchés, il est nécessaire de quitter la SS258 et d'emprunter les accès raides et sinueux qui y mènent.

## Curiosités géologiques
Les rocs de San Leo et de Saint-Marin sont les fragments d’une grande plaque calcaire qui autrefois, quand la grande partie de la péninsule n’était pas encore émergée, eurent leur assise au-delà de la ligne qui aujourd’hui indique la limite entre Toscane et Romagne.
Le fond de cette mer des temps miocènes (environ 15 millions d’années) était constitué d’une roche friable et fangeuse qui est À l’origine de la formation géologique dite de « l’argile écailleuse ».
Ce lit sous-marin d’argiles écailleuses, glissa sur les parties (maintenant occupées entre autres par la Toscane et la Romagne) provenant  de secteurs occidentaux tyrrhéniens. En relation avec les déplacements de l’orogenèse, il subit des périodes de mouvement et d’autres de repos, permettant la formation, sur le lit, d’une plaque calcaire.
Quand les mouvements des bas-fonds reprirent, aidés par le déplacement des glaciers, ils transportèrent également la plaque qui s’y était formée, semblable à un torrent transportant un radeau flottant. Mais cette dernière, se lézarda, se divisa, abandonnant des fragments au cours du trajet d’ouest en est, c’est-à-dire vers l’Adriatique. Tout d’abord elle abandonna le gros fragment, qui est le Mont Penna (1 283 m) en province d'Arezzo, puis la plaque du Mont Fumaiolo, et enfin de nombreux autres « morceaux » çà et là de par le val Marecchia, le long duquel les argiles écailleuses se déplaçaient et descendaient. 

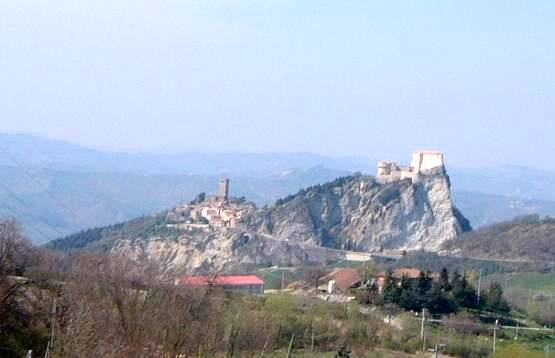
Le rocher de San Leo vu depuis les environs de Maiolo

Le roc de San Leo (509 m) est un de ces morceaux ; un autre plus bas, est la majestueuse crête du Titan (596 m) (Saint-Marin) ; d’autres sont Verucchio (296 à 332 m) et Torriana (337 m). C’est lors des érosions du Pliocène et du quaternaire, qui arrachèrent les roches les plus tendres en attaquant beaucoup moins les roches calcaires plus dures, qu'ils prirent leur aspect actuel.